# Ходжасан
Ходжаса́н (азерб. Xocəsən) — посёлок городского типа в административном подчинении Бинагадинского района города Баку, Азербайджан. Расположен в 4 км от железнодорожной станции Баладжары.
Статус посёлка городского типа получил с 1936 года. До 1960-х годов носил название Гаджигасан.
На территории посёлка расположено озеро Ходжасан.

## Население
| 1959 | 1970 | 1979 | 1989 | 2011 |
| ---- | ---- | ---- | ---- | ---- |
| 601  | 762  | 998  | 1257 | 3400 |